# Sphallerocarpus
- Commons
- Wikispecies

Sphallerocarpus é um género botânico pertencente à família Apiaceae.
1. ↑  «Sphallerocarpus — World Flora Online». www.worldfloraonline.org. Consultado em 19 de agosto de 2020